# Haßlocher Mühlen
In Haßloch gab es sechs Mühlen. Erste Hinweise auf Haßlocher Mühlen findet man in einem Besitzerverzeichnis des Klosters Weißenburg aus dem Jahr 1255. Dort wird die heutige Fronmühle benannt als „Kameral-Fronde-Mühle“ die als Vermächtnis des Speyerer Bischofs Heinrichs II. in den Besitz des Klosters Weißenburg kam. Heinrich II. hatte damals das Reichsdorf Haßloch als Pfand erhalten. Durch Verpfändung Haßlochs war die Fronmühle wechselweise eine bischöfliche oder herrschaftliche Mühle. Die damaligen „Untertanen“ in der Pflege Haßloch, also alle Bürger aus Haßloch, Böhl und Iggelheim waren gezwungen, ihr Getreide in der Fronmühle mahlen zu lassen. Insgesamt waren es sechs Mühlen, die für das Mahlen von Getreide in Haßloch zuständig waren. Alle waren Wassermühlen, vier am Rehbach und zwei am Speyerbach gelegen. Heute ist keine der Mühlen mehr in Betrieb.

## Liste der Haßlocher Mühlen
| Name       | Lage                                          | Bemerkungen | Bild           |
| ---------- | --------------------------------------------- | --- | -------------- |
| Pfalzmühle | Am Rehbach 49° 21′ 34,6″ N, 8° 13′ 11,3″ O    | Im Jahr 1840 von Jacob Müller erbaut. Sie liegt nicht unmittelbar am Rehbach. Zum Antrieb der Turbine hat man vom Rehbach aus einen Mühlengraben gezogen. Nach dem Zweiten Weltkrieg übernahm Rudolf Kling, ein Flüchtling aus Ostpreußen, das Anwesen und betrieb überwiegend Viehwirtschaft. Der Mahlbetrieb wurde 1964 eingestellt. Die Mühle ist seit 1965 im Besitz der Familie Horst Blaul, die aus Fußgönheim zugewandert war. Zunächst führte die Familie Blaul einen landwirtschaftlichen Betrieb mit Viehhaltung, der dann ab 1970 auf einen Pferdezuchtbetrieb mit Reiterhof umgestellt wurde. Zwischen 70 und 80 Vierbeiner leben heute auf dem Areal der Pfalzmühle. | weitere Bilder |
| Obermühle  | Am Rehbach 49° 21′ 0″ N, 8° 14′ 13,6″ O       | Am 25. Juni 1745 wurde durch die kurfürstliche Hofkammer dem Sägmüller Bartholomäus Mischon die Genehmigung zum Bau der oberen Mühle mit zwei Mahlgängen erteilt. Eigentümer des Grundstücks war die Gemeinde Haßloch, die dasselbe im Erbbaurecht an den Müller Mischon vergeben hatte. Der Erbbestandszins betrug jährlich etwa zehn Malter Korn (1500 Liter), zu liefern an die Gemeinde Haßloch. 1821 erstand Phillip Jacob Mischon, ein Nachkomme des ersten Mühlenbetreibers, die Mühle von der Haßlocher Gemeinde für 1200 Gulden. Bis zur Stilllegung im Jahr 1936 wechselten auf der Obermühle mehrfach die Besitzer. Die Mechanik der Mühle wurde in die Ukraine verfrachtet. Bis 2003 diente die Mühle der Familie Manfred Decker als Reiterhof und Reiterferien für Kinder. Noch im gleichen Jahr wurde die Mühle an eine Grundstücksgesellschaft Obermühle verkauft, die dann nach erfolgter Renovierung u. a. in eine Praxis für Ergotherapie umgewandelt wurde. Gesellschafter waren ursprünglich Thomas Götz, Tatjana Hof, Ann Bockslaff und Klaus Bockslaff. Nachdem sich die Gesellschafter über den weiteren Weg der Obermühle nicht einigen konnten, sind Thomas Götz und Tatjana Hof aus der Gesellschaft ausgeschieden und haben auch die Praxis für Ergotherapie verlegt. Heute ist hier das Centrum Obermühle beheimatet. Später trat die Tochter von Ann Bockslaff Valerie Tuchschmid als Gesellschafterin in die BGB-Gesellschaft ein und übernahm die operative Leitung des angeschlossenen Reitbetriebes. | weitere Bilder |
| Sägmühle   | Am Rehbach 49° 20′ 48,1″ N, 8° 15′ 17,6″ O    | In welcher Zeit die Mühle gebaut wurde, ist nicht bekannt, man weiß nur, dass sie den Namen „Röthmühle“ trug, (vom Färbemittel „Röth“, das aus den Wurzeln von „Krapp“ gewonnen wurde und als Färbemittel verwendet wurde), und dem Hochstift Speyer gehörte. Gegen Ende des 13. Jahrhunderts erstmals erwähnt. 1587 von Weigandt Dietelmayer in Pacht genommen. Der in den Torbogen eingemeißelten Jahreszahl 1765 zufolge, wurde nach einem Brand die Mühle von Johann Daniel Heene neu gebaut. 1890 heiratete der aus Schwaben eingewanderte Georg Straub eine Urenkelin von J. Daniel Heene und wurde Besitzer der Mühle, die er dann 1936 seinem Sohn Adam Straub vermachte, der dann 1971 den Mahlbetrieb einstellte. Seit 1983 erzeugt eine Turbine Strom. Später von Heinz Marneth gekauft und zum Hotel – Restaurant umgebaut, 1989 unter dem Namen Sägmühle eröffnet. Nach dessen Tod 1999 von seiner Tochter Andrea und Ehemann Helmut Hook fortgeführt. Darüber, warum aus der Röthmühle irgendwann die Sägmühle wurde, ist nirgendwo ein Hinweis zu finden. | weitere Bilder |
| Neumühle   | Am Rehbach 49° 20′ 59,3″ N, 8° 17′ 9,6″ O     | Möglicherweise bereits im späten Mittelalter erbaut. Erstmal 1603 erwähnt. Der Besitzer war Daniel Walter. Nach dem Dreißigjährigen Krieg hatte die Mühle vier Besitzer. Ab 1748 bis 2000 im Besitz der Familie Heene. Die Neumühle brannte in kürzester Zeit dreimal ab, der letzte Brand war 1936. Wieder aufgebaut von Arno Heene. Direkt bei der Mühle, am Rehbach, war früher die Haßlocher Badeanstalt. Der Mühlenbetrieb wurde 1972 eingestellt. Die Mühle wird seitdem ausschließlich privat genutzt. | weitere Bilder |
| Fronmühle  | Am Speyerbach 49° 19′ 31,8″ N, 8° 14′ 49,2″ O | Bereits im 13. Jahrhundert im Besitzverzeichnis des Klosters Weißenburg erwähnt. Sie war bis vor wenigen Jahren noch in Betrieb. | weitere Bilder |
| Aumühle    | Am Speyerbach 49° 18′ 48,6″ N, 8° 18′ 36,7″ O | Im Jahr 1858 durch den Haßlocher Müller Adam Heene erbaut. Im Januar 1932 wurde die Mühle von ihren damaligen Besitzern, die Eheleute Peter und Elise Sauter, wegen hoher Verschuldung angezündet. Übrig blieb nach dem Brand nur noch eine Ruine. Wegen Brandstiftung kam das Ehepaar drei Jahre ins Gefängnis. Im Juni 1932 wurde die in Schutt und Asche liegende Mühle von der Familie Georg Friedrich Brauch gekauft und wieder aufgebaut. Der Mühlenbetrieb wurde nicht wieder aufgenommen. Seit 1986 dient ein unterschlächtiges Mühlenrad zur Stromgewinnung für den Eigenbedarf. Überschussmengen werden an die Gemeindewerke Haßloch abgegeben. Besitzer Fritz Brauch und seine Familie betreiben in den Mühlengebäuden ein Restaurant. | weitere Bilder |

## Der Mühlenwanderweg
Alle ehemaligen Haßlocher Mühlen sind seit Ostern 1989 durch den sogenannten Mühlenwanderweg mit einer Länge von ca. 23 km miteinander verbunden. Ausgeschildert ist der Wanderweg mit dem Symbol eines Mühlenrads. Er kann als Rundweg oder auch in Teiletappen zu Fuß bzw. mit dem Fahrrad genutzt werden. Ein Einstieg in den Weg ist an vielen Punkten möglich. Die Teilabschnitte betragen:
- Aumühle – Fronmühle 5,7 km
- Fronmühle – Pfalzmühle 5,5 km
- Pfalzmühle – Obermühle 2,3 km
- Obermühle – Sägmühle 2,3 km
- Sägmühle – Neumühle 1,5 km
- Neumühle – Aumühle 6,0 km

## Der Haßlocher Mühlenbrunnen

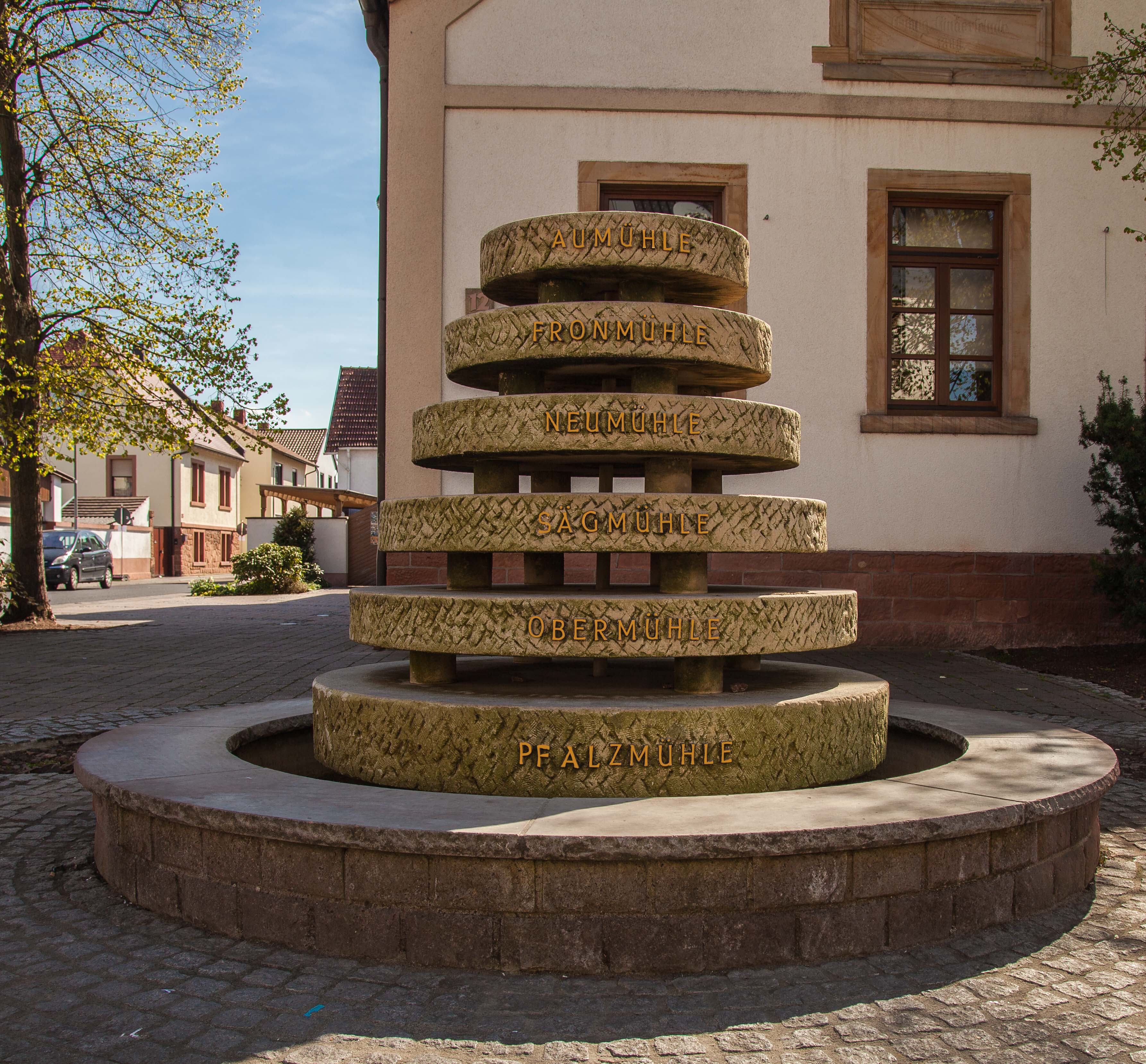
Mühlenbrunnen Haßloch

Der Mühlenwanderweg war der Anlass, dass man in Haßloch auf die Idee kam, an geeigneter Stelle einen „Mühlenbrunnen“ zu errichten. Aus einer Idee wurde Wirklichkeit. Am 24. April 1999, konnte der an der Ecke Brühl- und Schillerstraße neu erbaute Mühlenbrunnen, im Rahmen eines Festaktes eingeweiht, und der Öffentlichkeit übergeben werden. Der Brunnen besteht aus sechs runden Mahlstein ähnlichen Elementen aus Sandstein, die übereinander angeordnet, und mit den Namen der Haßlocher Mühlen beschriftet sind.